# Liste der Kulturgüter in Herznach-Ueken
Die Liste der Kulturgüter in Herznach-Ueken enthält alle Objekte in der Gemeinde Herznach-Ueken im Kanton Aargau, die gemäss der Haager Konvention zum Schutz von Kulturgut bei bewaffneten Konflikten, dem Bundesgesetz vom 20. Juni 2014 über den Schutz der Kulturgüter bei bewaffneten Konflikten sowie der Verordnung vom 29. Oktober 2014 über den Schutz der Kulturgüter bei bewaffneten Konflikten unter Schutz stehen.
Objekte der Kategorien A und B sind vollständig in der Liste enthalten, Objekte der Kategorie C fehlen zurzeit (Stand: 1. Januar 2023). Unter übrige Baudenkmäler sind weitere geschützte Objekte zu finden, die in den Bau- und Nutzungsordnungen der Gemeinde verzeichnet und nicht bereits in der Liste der Kulturgüter enthalten sind.

## Kulturgüter
| Foto | | Objekt                                                                                              | Kat. | Typ | Standort                             | Beschreibung |
| ---- | --- | --------------------------------------------------------------------------------------------------- | ---- | --- | ------------------------------------ | ------------ |
| ja   | Datei hochladen · Wikidata zu Pfarrhof mit katholischer Kirche St. Nikolaus mit Kirchenschatz, Pfarrhaus und Beinhaus (Q19362317) | Pfarrhof mit katholischer Kirche St. Nikolaus, Kirchenschatz, Pfarrhaus und Beinhaus KGS-Nr.: 00120 | A    | G   | Herznach, Kirchweg 5 646059 / 258167 |              |
| ja   | Datei hochladen · Wikidata zu Verenakapelle und westlich; früh- bis hochmittelalterliche Siedlung (Q105444524)                    | Westlich Verenakapelle, früh- bis hochmittelalterliche Siedlung (Herrenhof) KGS-Nr.: 15426          | B    | F   | Herznach, Verenaweg 646100 / 258549  |              |

## Übrige Baudenkmäler
| ID     | Foto |                                                                                | Objekt                                                    | Typ | Standort                                     | Beschreibung |
| ------ | ---- | ------------------------------------------------------------------------------ | --------------------------------------------------------- | --- | -------------------------------------------- | ------------ |
| HEN901 | BW   | Datei hochladen                                                                | Altes Schulhaus (1819)                                    | G   | Herznach, Kirchweg 646014 / 258198           |              |
| HEN902 | ja   | Datei hochladen · Wikidata zu Schulhaus (1898) (Q134127074)                    | Schulhaus                                                 | G   | Herznach, Schulstrasse 11 646180 / 258165    |              |
| HEN903 | BW   | Datei hochladen                                                                | Bäuerlicher Vielzweckbau (um 1840)                        | G   | Herznach, Kirchweg 646039 / 258257           |              |
| HEN906 | ja   | Datei hochladen · Wikidata zu Gasthaus "Zum Löwen" (16. /19. Jh.) (Q134130315) | Gasthaus "Zum Löwen" (16. /19. Jh.)                       | G   | Herznach, Alte Landstrasse 1 646166 / 258382 |              |
| HEN907 | BW   | Datei hochladen                                                                | Wohnhaus „Alte Post“ (18. Jh.)                            | G   | Herznach, Alte Landstrasse 646151 / 258379   |              |
| HEN910 | BW   | Datei hochladen                                                                | Mühle (frühes 19. Jh.)                                    | G   | Herznach, Hauptstrasse 84 646357 / 257834    |              |
| HEN911 | BW   | Datei hochladen                                                                | Bauernhaus                                                | G   | Herznach, Lindenplatz 646403 / 257819        |              |
| HEN912 | BW   | Datei hochladen                                                                | Bäuerlicher Vielzweckbau                                  | G   | Herznach, Kirchstrasse 3 646295 / 257830     |              |
| HEN914 | BW   | Datei hochladen                                                                | Bandfabrik                                                | G   | Herznach, Hauptstrasse 2 646248 / 258992     |              |
| HEN915 | ja   | Datei hochladen                                                                | Siloturm und Stolleneingang des ehemaligen Eisenbergwerks | G   | Herznach, Bergwerkstrasse 645518 / 258299    |              |
| HEN920 | BW   | Datei hochladen                                                                | Speicher mit Keller (um 1800)                             | G   | Herznach, bei Lindenplatz 4 646390 / 257834  |              |
| HEN921 | BW   | Datei hochladen                                                                | Milchhäuschen                                             | G   | Unterherznach 646208 / 258726                |              |
| UEK901 | BW   | Datei hochladen                                                                | St.-Antonius-Kapelle (1705)                               | G   | Ueken, Unterdorfstrasse 61 645596 / 259683   |              |
| UEK902 | BW   | Datei hochladen                                                                | Bäuerlicher Vielzweckbau, Weinkellerei (1833)             | G   | Ueken, Hauptstrasse 7 645885 / 259570        |              |
| UEK903 | BW   | Datei hochladen                                                                | Bäuerlicher Vielzweckbau (1848)                           | G   | Ueken, Dorfstrasse 5 646029 / 259474         |              |
| UEK904 | BW   | Datei hochladen                                                                | Bäuerlicher Vielzweckbau (1850)                           | G   | Ueken, Hauptstrasse 20 646025 / 259551       |              |
| UEK905 | BW   | Datei hochladen                                                                | Bäuerlicher Vielzweckbau (1843)                           | G   | Ueken, Hintermattweg 10 645916 / 259509      |              |
| UEK907 | BW   | Datei hochladen                                                                | Bäuerlicher Vielzweckbau (1850)                           | G   | Ueken, Dorfstrasse 7 646008 / 259453         |              |
| UEK908 | BW   | Datei hochladen                                                                | Speicher (um 1550)                                        | G   | Ueken, Oberdorfstrasse 10 646106 / 259363    |              |
| UEK909 | BW   | Datei hochladen                                                                | Bäuerlicher Vielzweckbau (1771)                           | G   | Ueken, Oberdorfstrasse 17 646152 / 259328    |              |
| UEK910 | BW   | Datei hochladen                                                                | Bäuerlicher Vielzweckbau (um 1810)                        | G   | Ueken, Hauptstrasse 4 646306 / 259244        |              |
| UEK911 | BW   | Datei hochladen                                                                | Bäuerlicher Vielzweckbau (1851)                           | G   | Ueken, Hauptstrasse 2 646295 / 259184        |              |
| UEK912 | BW   | Datei hochladen                                                                | Bäuerlicher Vielzweckbau (1868)                           | G   | Ueken, Geerenhof 1 644402 / 259677           |              |
| UEK916 | BW   | Datei hochladen                                                                | Schul- und Gemeindehaus (1837/38)                         | G   | Ueken, Hauptstrasse 3 646008 / 259527        |              |
| UEK917 | BW   | Datei hochladen                                                                | Bäuerlicher Vielzweckbau (um 1700)                        | G   | Ueken, Hintermattweg 1/3 645879 / 259499     |              |
| UEK918 | BW   | Datei hochladen                                                                | Bäuerlicher Vielzweckbau (1787)                           | G   | Ueken, Oberdorfstrasse 17 646152 / 259328    |              |
| UEK919 | BW   | Datei hochladen                                                                | Tür- und Fenstergewände                                   | K   | Ueken, Hauptstrasse 12 646080 / 259540       |              |

Legende: Siehe Legende der Liste der Kulturgüter von nationaler und regionaler Bedeutung. Anstelle der KGS-Nummer wird als Objekt-Identifikator (ID) die Inventar- oder Gebäudenummer in der Bau- und Nutzungsordnung der Gemeinde verwendet.